# إيشي دي3إيه
قاذفة الحاملات إيشي دي3إيه النوع 99 (كود تعريف الحلفاء: "فال") هي قاذفة انقضاضية تعمل على متن حاملات الطائرات في الحرب العالمية الثانية. كانت القاذفة الرئيسية في البحرية الإمبراطورية اليابانية وشاركت في جميع معاركها تقريبًا، بما في ذلك الهجوم على بيرل هاربور.